# Tilisolol
Tilisolol (Selekal) je beta blokator.